# Rob Kleefman
Rob Kleefman (Leeuwarden, 13 november 1961) is een voormalig Nederlands voetballer. Hij speelde in het Nederlandse betaalde voetbal bij SC Cambuur. 

## Loopbaan

### Cambuur
Hij werd op zijn zevende lid van zaterdagvoetbalclub Blauw Wit '34 in Leeuwarden. In de A-junioren werd hij ontdekt door SC Cambuur waar hij in 1980 als amateur ging spelen.
Hij debuteerde in het eerste elftal op 23 november 1980 in de uitwedstrijd tegen FC Volendam. Hij behield daarna zijn basisplaats in de verdediging. Na afloop van seizoen tekende hij een tweejarig contract bij Cambuur.
In de eerste competitiewedstrijd op 21 augustus 1983 tegen FC Den Haag liep hij een enkelblessure op die hem het hele seizoen parten speelde. Hij kwam in dat seizoen niet verder dan acht wedstrijden en zijn verbintenis werd medio 1984 niet meer verlengd.

### Amateurs
Na het vierjarige profavontuur keerde hij terug bij Blauw Wit '34 dat uitkwam in de hoogste klasse van het zaterdagvoetbal. Hij stopte in 1988 om als speler-trainer bij zaterdagclub SV Marum aan de slag te gaan. 
In januari 1990 ging hij ook op zondag voetballen bij VV Leeuwarden. Medio 1991 vertrok hij naar de Verenigde Staten voor een stagejaar aan Michigan State University. Hij keerde in oktober 1992 terug en ging weer voetballen bij VV Leeuwarden waar hij in 1994 zijn spelersloopbaan beëindigde. Daarna ging hij verder als trainer.

## Wedstrijdstatistieken
| Seizoen | Club       | Competitie     | wed. | goals |
| ------- | ---------- | -------------- | ---- | ----- |
| 1980/81 | SC Cambuur | Eerste divisie | 23   | 0     |
| 1981/82 | SC Cambuur | Eerste divisie | 26   | 2     |
| 1982/83 | SC Cambuur | Eerste divisie | 22   | 2     |
| 1983/84 | SC Cambuur | Eerste divisie | 8    | 0     |
| Totaal  | Totaal     | Totaal         | 79   | 4     |